# Мотин, Вячеслав Николаевич
Мотин Вячеслав Николаевич — бывший генеральный директор и главный конструктор ОАО "НПП КП «Квант», доктор технических наук, академик Российской инженерной академии, международных академий Реальной экономики и Информатизации, международной академии общественных наук.

## Биография
Родился 23 октября 1937 года в с. Икряное Астраханской области. Образование высшее.
В 1954—1963 годах проходил службу в ВС СССР.
В 1963—1980 годы — инженер-конструктор, начальник бюро, председатель профкома, директор филиала Азовского оптико-механического завода.
В 1980—1994 годы — заместитель генерального директора НПО «Геофизика» — директор завода «Квант».
С 1994 по 2014 годы — генеральный директор и главный конструктор ОАО "НПП КП «Квант».
Под его руководством в рекордно короткие сроки построен завод и организовано производство сложных оптико-электронных приборов ориентации пилотируемых и беспилотных космических аппаратов. Он возглавляет научно-исследовательские и опытно-конструкторские работы в области разработки и производства оптико-электронных приборов ориентации и астронавигации космических аппаратов, используемых как в Российских, так и в международных космических проектах.
За период производственной деятельности на предприятии освоено изготовление 25 наименований оптико-электронных приборов ориентации космических аппаратов, которые работали в составе более 50 отечественных и международных проектов.
Неоднократно награждался Государственными и ведомственными наградами, наградами Федерации Космонавтики России, Правительства РФ и Ростовской области.
В феврале 2019 года осужден за мошенничество и превышение служебных полномочий 

## Награды
Награждён орденами:
- «Почёта»,
- «Дружбы»,
- «Знак Почёта»,
- «Трудового Красного знамени»,
- «Признания»,
- «За службу России»,

Почётными грамотами Правительства РФ, Главы Администрации (Губернатора) Ростовской области, Администрации г. Ростова-на-Дону, Благодарностью МЭРа г. Ростова-на-Дону, медалью «Профессионал России», Почётными знаками «Лучший Управленец Дона», «За содействие космической деятельности». Присвоены почётные звания «Ветеран космонавтики России», «Лучший работник промышленного комплекса Дона».
Присвоено почётное звание «Заслуженный конструктор Российской Федерации».